# 瀬川正長
瀬川 正長（せがわ まさなが、承応3年（1654年） - 享保13年1月6日（1728年2月15日））は、備中国足守藩の家老。足守杉原家2代当主。
3代藩主木下利当の次男。通称は半平・玄蕃。石也と号す。子に杉原正忠。
寛文2年（1662年）春に家老並瀬川正方の養子となり、瀬川半平と名乗って150石を給わる。同6年（1666年）7月、家督を相続し、400石を給わる。延宝2年（1674年）に家老となり、同7年（1679年）1月には木下姓を名乗ることが許され、木下玄蕃と改名する。天和元年（1681年）8月、加増されて500石となる。元禄14年（1701年）4月、播州赤穂城の受け取り役となった藩主木下公定に従って赤穂へ出向いた。
享保5年（1720年）6月に隠居し、石也と号した。同13年（1728年）1月6日に75歳で病死。法号は青雲院月山石也。
子孫は代々家老を勤め、藩主の旧姓である「杉原」を名乗った。また、杉原家の屋敷は岡山県重要文化財に指定され、「旧足守藩侍屋敷遺構」として一般公開されている。